# Sarcòfag

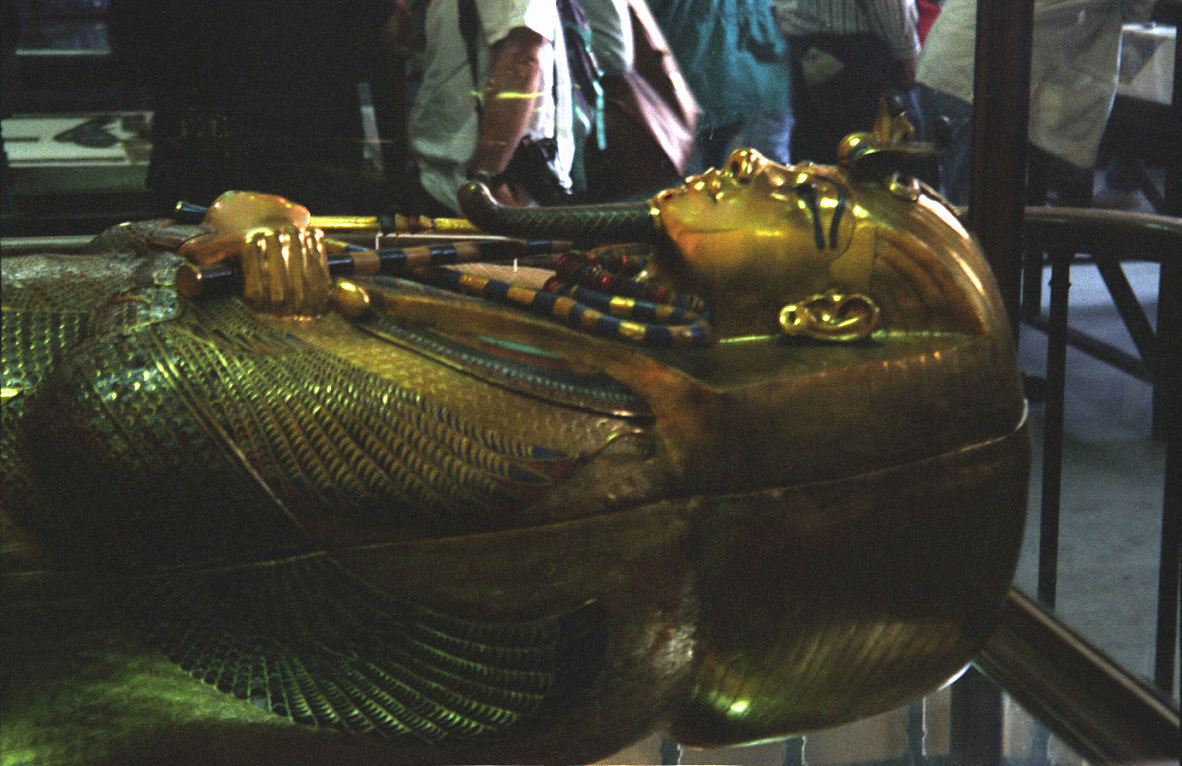
Sarcòfag de Tutankhamon, Museu d'Antiguitats Egípcies.

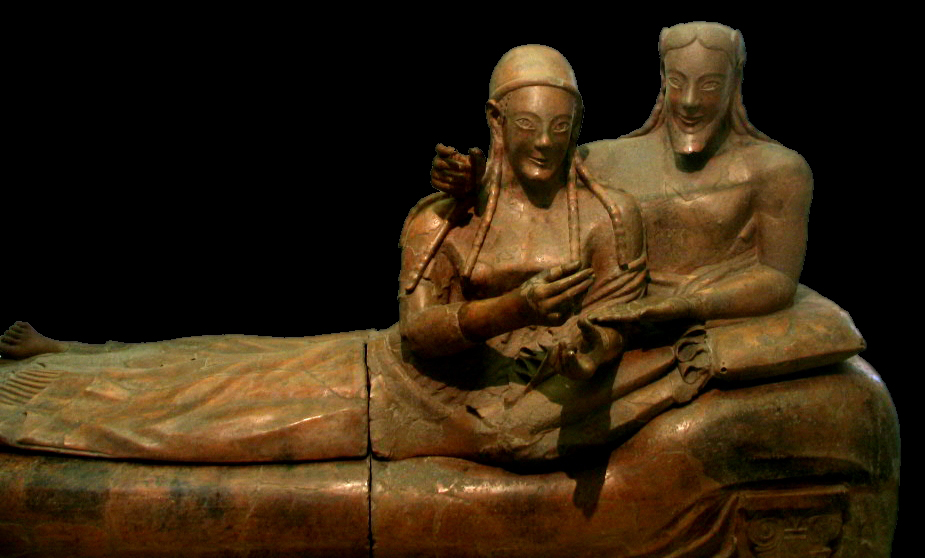
El sarcòfag etrusc dels esposos, al Museu Nacional Etrusc.

La paraula sarcòfag procedeix del llatí sarcophagus, que designa la tomba. Aquesta paraula és una adaptació del grec σαρκοφάγος (que significa "que es menja la carn") o lithos sarcophagus, que designava una pedra calcària que es feia servir en les sepultures antigues i que, segons es creia en aquell temps, accelerava la desaparició de la carn.
El sarcòfag és una mena de contenidor, generalment de pedra, destinat a conservar el cos d'un difunt. Aquests solen ser rectangulars i sovint tenen escultures o pintures decoratives. Alguns eren construïts per formar part d'una tomba elaborada, alguns altres per ser sepultats o dipositats en criptes.
A l'antic Egipte, el sarcòfag s'anomenava neb ânkh, la qual cosa significa literalment amo de la vida, i la seva forma simbolitza una barca.
Actualment, aquesta paraula ha pres un matís figurat, com es fa per a descriure l'estructura gegant de formigó que es va construir per mirar d'aïllar la central nuclear de Txernòbil i evitar així una contaminació més important del medi ambient.